# Frontera entre Angola y la República del Congo
La frontera entre Angola y República del Congo es el límite terrestre que separa Angola y su exclave de Cabinda con la República del Congo, ubicada al norte de esta.
La frontera fue delimitada por una comisión franco-portuguesa en 1901-1902; separaba en aquellos tiempos la Angola portuguesa y el Congo francés. Se extiende del trifinio donde se unen las fronteras de Angola, de la República del Congo y de la República Democrática del Congo. Este punto se ubica en el extremo oriental de la provincia de Cabinda sobre el curso de agua Luango (río Shiloango en Angola).
Sigue dirección general noroeste sobre menos de una cuarentena de kilómetros antes de orientarse hacia el suroeste y el océano Atlántico que alcanza a una veintena de kilómetros al sudeste de la ciudad congoleña de Punta Negra y una distancia similar al noroeste de la ciudad angoleña de Landana.
El 8 de enero de 2010 los autobuses en los que viajaban los jugadores de la selección de fútbol de Togo fueron atacados por independentistas cabindeños mientras se devolvían a Cabinda para la Copa Africana de Naciones. Un incidente fronterizo tuvo lugar el 13 de octubre de 2013: las tropas angoleñas penetraron en territorio congoleño y capturaron una cuarentena de soldados congoleños; ocupando así brevemente cinco pueblos congoleños. Se llegó a un acuerdo el 18 de ese mes, y las tropas angoleñas pasaron la frontera.